# Fondo europeo per gli investimenti
Il Fondo europeo per gli investimenti (FEI) è un'istituzione europea il cui scopo principale è sostenere la creazione, la crescita e lo sviluppo delle piccole e medie imprese (PMI).
È stato istituito nel 1993 sulla base di una proposta avanzata nell'ambito del Consiglio europeo di Edimburgo del dicembre 1992.
Il Fondo ha sede in Lussemburgo.

## Azionisti
Il Fondo, dotato di propria personalità giuridica, è una partnership tra pubblico e privato con un azionariato tripartito:
- la Banca europea degli investimenti è, dal 2000, l'azionista di maggioranza con il 62%.
- l'Unione europea, per il tramite della Commissione, possiede il 29% delle azioni, ma nel 2007 è stato stabilito che tale percentuale verrà gradualmente portata al 30%.
- 30 banche e istituzioni finanziarie europee, provenienti dai membri dell'Unione europea e dalla Turchia, possiedono il restante 9%.

Il capitale del Fondo è di 3 miliardi di euro, suddiviso in 3000 azioni, 60 delle quali sono state create ma non ancora rilasciate. Esse serviranno per portare al 30% la quota della UE.

## Obiettivo e strumenti
Il Fondo si pone l'obiettivo di implementare le politiche europee nel campo dell'imprenditorialità, della tecnologia, dell'innovazione e dello sviluppo regionale. Tale compito viene assolto essenzialmente con la prestazione di garanzie o intervenendo direttamente nel capitale delle imprese. Per fare ciò, il FEI può contare su una dotazione finanziaria di circa 18 miliardi di euro, provenienti sia da risorse proprie sia da risorse conferite dalla Banca europea degli investimenti (BEI) e dall'Unione europea principalmente, ma anche dagli Stati membri o da terze parti.
Tuttavia, esattamente come un fondo di investimento privato, il FEI è tenuto a generare un appropriato rendimento per i propri azionisti.
Con i suoi finanziamenti, il Fondo opera lungo tutta la catena di creazione del valore dell'impresa. In particolare, esso opera attraverso:
- Strumenti azionari, con investimenti in venture capital, fondi mezzanine, incubatori e trasferimenti di tecnologia.
- Garanzie e strumenti di supporto all'attivazione del credito, con la securitization e la concessione di garanzie e contro-garanzie per portafogli di micro-credito, prestiti e leasing alle PMI nei confronti di banche, compagnie di leasing e altre istituzioni finanziarie, allo scopo di migliorare la loro capacità di credito e la disponibilità e le condizioni dei prestiti alle Piccole e medie imprese.

Il FEI può operare negli Stati membri dell'Unione europea, così come nei Paesi candidati e nei Paesi dell'EFTA (Islanda, Liechtenstein, Norvegia e Svizzera).

## Governance
Il Fondo europeo per gli investimenti è gestito da quattro autorità:
- un Amministratore delegato (da gennaio 2020, Alain Godard), nominato con un mandato di cinque anni, rinnovabile;
- un Comitato direttivo, composto da sette membri, nominati dall'Assemblea con un mandato di due anni, rinnovabile;
- un Comitato di Audit;
- un'Assemblea generale annuale.

L'amministratore delegato è responsabile della gestione quotidiana del Fondo. Esso relaziona al Comitato direttivo, che, composto da membri designati dai tre gruppi di azionisti, si riunisce 10-12 volte l'anno. Gli azionisti del FEI si riuniscono una volta all'anno in Assemblea generale, in particolare per l'approvazione del bilancio e della revisione dei conti compiuta da parte del comitato di Audit. Gli azionisti talvolta si riuniscono anche per sessioni informative durante l'anno. Il ruolo del comitato di Audit, infine, è quello di verificare che le operazioni del Fondo europeo per gli investimenti siano state condotte nel rispetto delle procedure previste dal suo statuto e che i documenti contabili siano redatti in modo veritiero e corretto.